# Palaeochrysophanus memphis
Palaeochrysophanus memphis är en fjärilsart som beskrevs av Arthur Francis Hemming 1934. Palaeochrysophanus memphis ingår i släktet Palaeochrysophanus och familjen juvelvingar. Inga underarter finns listade i Catalogue of Life.